# 舒利亨卡

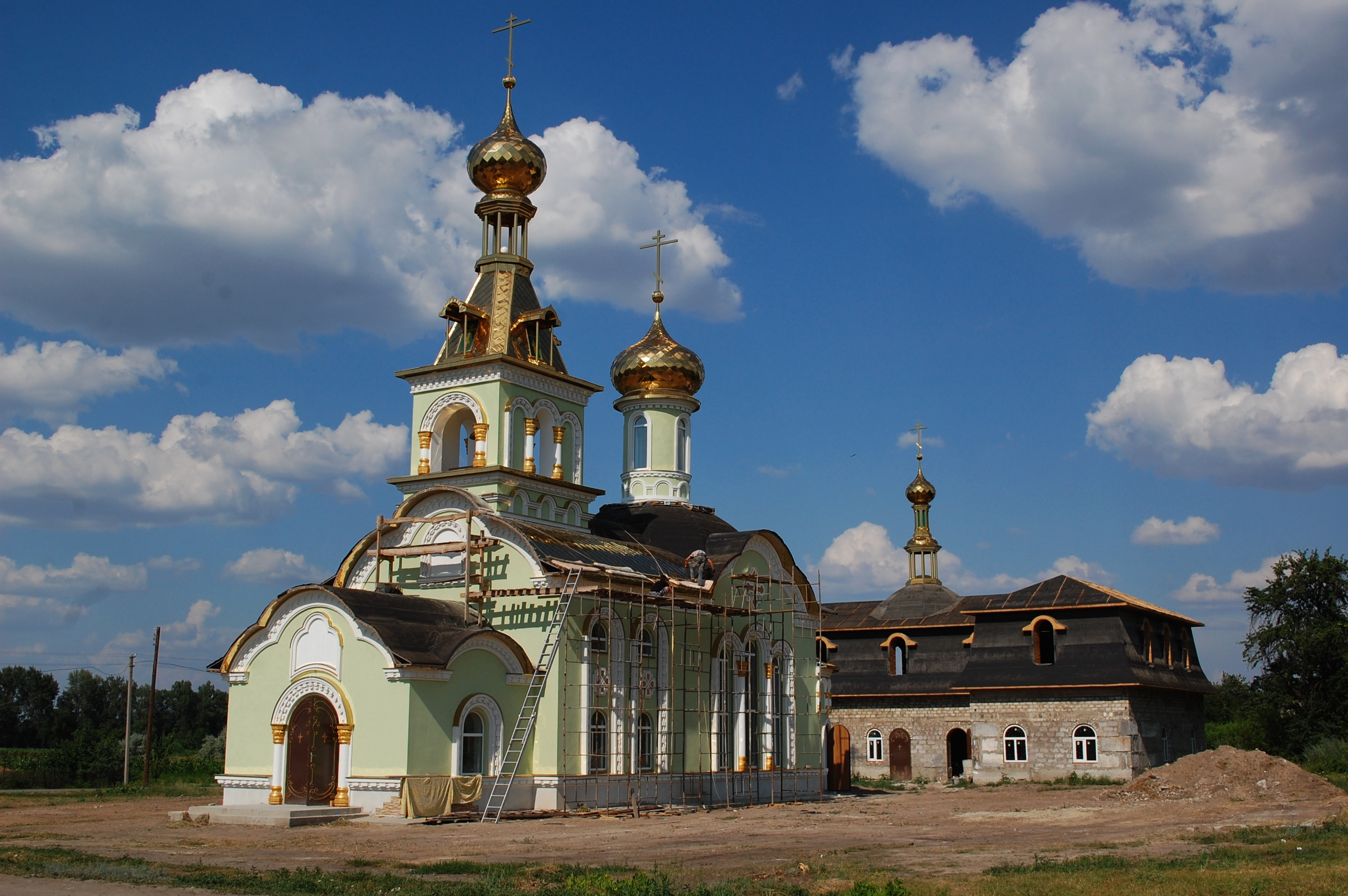
教堂

舒利亨卡（羅馬化：Shul'hynka）是位於烏克蘭東部的村莊，由盧甘斯克州舊比利斯克區的舒利亨卡市鎮負責管轄，亦是該市鎮的行政中心。該村始建於1719年，面積7.44平方公里，海拔高度58米，2001年人口2,422，人口密度每平方公里325.7人。